# Piłecznica orlikowa

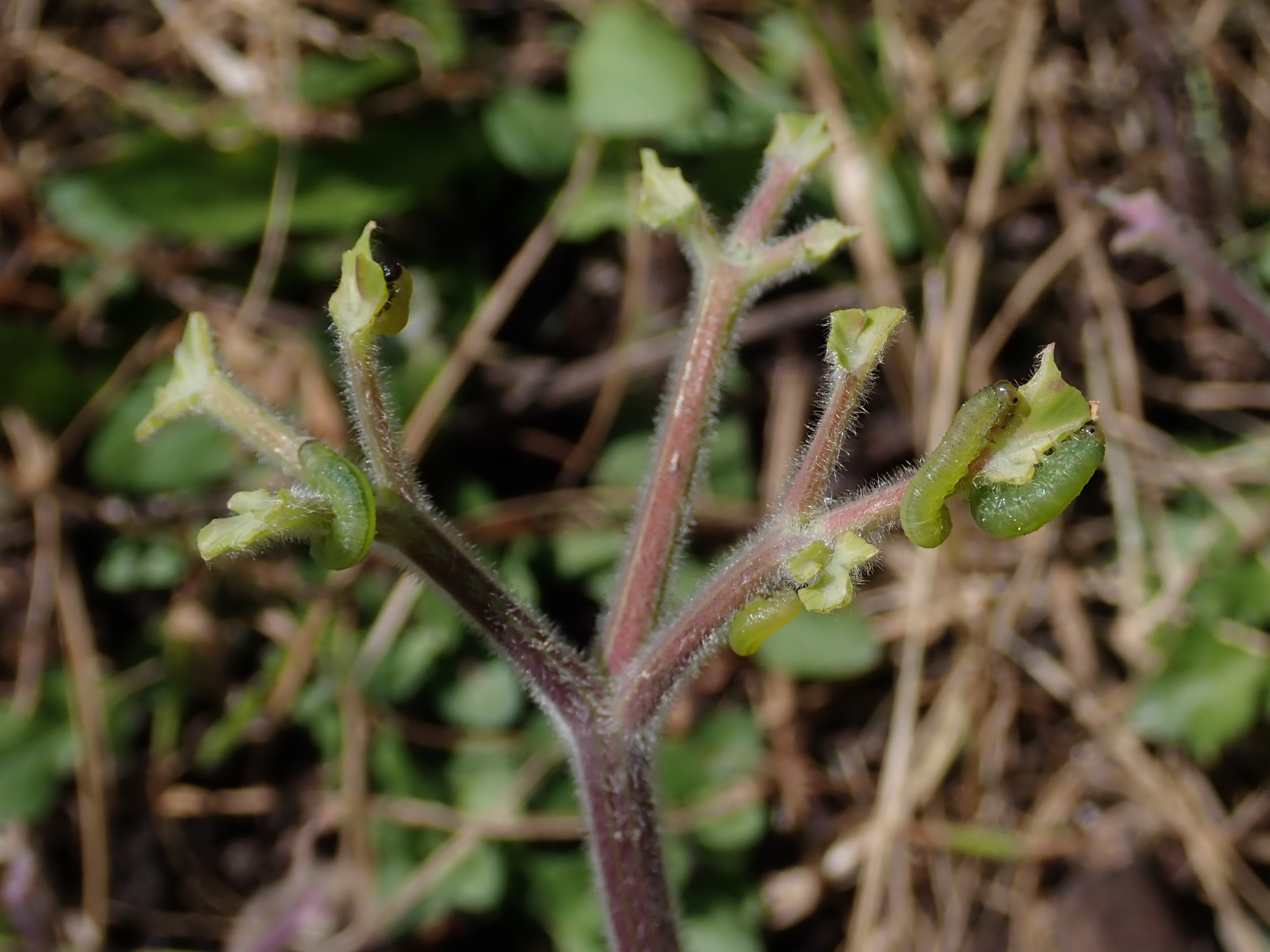
Masowo żerujące larwy ogałacają orliki z liści

Piłecznica orlikowa (Pristiphora rufipes) – gatunek błonkówki z rodziny pilarzowatych.

## Morfologia

### Owad dorosły
Samice osiągają od 6,1 do 6,5 mm, a samce od 4,9 do 5,5 mm długości ciała.
Głowa jest połyskująca do nieco matowej, ciemna z ciemnymi czułkami i jasnymi narządami gębowymi z wyjątkiem ciemnobrązowych szczytów żuwaczek; czasem także z rozjaśnioną, prawie ściętą do lekko wykrojonej wierzchołkową krawędzią nadustka. Długość czułków u samicy jest od 2,4 do 2,5, a u samca od 2,6 do 2,7 raza większa od szerokości głowy. U samca na czułkach obecnych jest kilka przysadzistych, czarnych szczecinek.
Tułów jest ciemny z jasnymi tegulami i wąsko rozjaśnionymi krawędziami i tylnymi kątami przedplecza. Powierzchnia tego ostatniego jest błyszcząca do matowej, natomiast mezepisternity, epicnemium i śródplecze są błyszczące, gładko mikrorzeźbione. Prapsis i środek mezopostnotum również są błyszczące, jednak o nieco dachówkowatej mikrorzeźbie. Ubarwienie odnóży jest zmienne, od jasnego po ciemne. Stopy u samca mają drobny ząbek przedwierzchołkowy pazurka, około dwukrotnie krótszy od wierzchołkowego, u samca natomiast ząbka przedwierzchołkowego na pazurkach brak zupełnie.
Odwłok jest w całości ubarwiony ciemno, o nieco matowych, dachówkowato mikrorzeźbionych tergitach. Piłkowana osłonka pokładełka samicy jest w widoku grzbietowym tak długa jak przysadki odwłokowe, głęboko wykrojona, zaopatrzona w żeberko środkowe, a w widoku bocznym na dolnym brzegu równomiernie zaokrąglona i wyokrąglonym szczycie. Wąski płat tylno-boczny trzeciej walwuli sięga poza wysokość żeberka środkowego. Lanca ma kwadratowawy radix. Lancet cechuje się tępymi serrulami, rozwartym i zaokrąglonym kątem nasadowo-brzusznym oraz stopniowo zwężającym się tangium. Genitalia samca cechują się mniej więcej prostokątną parawalwą z wyraźnie rozwartym kątem brzusznym i wyraźnie sklepionym guzkiem grzbietowym, drobną i wąską walwispiną oraz okrągławo-prostokątnym szczytem pseudocepsu. 

### Larwa
Gąsienice dorastają do od 10 do 13 mm długości. Głowę mają żółtozieloną do czarniawej z brązowawym siateczkowaniem na ciemieniu, resztę ciała zaś zieloną z prześwitującym przez delikatnie ziarenkowany oskórek naczyniem krwionośnym obrzeżonym białymi pasmami ciał tłuszczowych. Sterczące szczecinki na głowie są rozproszone. Aparat gębowy ma cztery szczecinki na nadustku, symetryczną wargę górną z głębokim wykrojeniem na przednim brzegu, po jednej szczecince na żuwaczkach i drugim członie głaszczków szczękowych, dwie szczecinki na palpiferach i pozbawione szczecinek pieńki. Szczecinki tułowia i odwłoka wyróżniają się od pokrewnych gatunków brakiem czarnych obrączek dookoła. Przedtułów, śródtułów i zatułów podzielone są bruzdami na cztery pierścienie każdy, zaś segmenty odwłoka od trzeciego do siódmego bruzdy dzielą na po sześć pierścieni. Na płatach nadodbytowych i podobytowych wyrastają długie, rozproszone szczecinki.

## Biologia i ekologia
Owad mezofilny, zasiedlający lasy liściaste i mieszane, przesieki, pobocza leśnych duktów, polany, łąki, parki i ogrody. Jest oligofagicznym fitofagiem związanym z roślinami z podrodziny Thalictroideae z rodziny jaskrowatych. Stwierdzono jego żerowanie na orlikach pospolitym, ciemnym, kanadyjskim, błękitnym, wachlarzowatym, złocistym i A. olympica, a według niektórych źródeł także na rutewkach.
Rocznie występują dwa, trzy lub więcej pokoleń. Imagines spotyka się od kwietnia lub maja do września. Larwy żerują na liściach roślin żywicielskich, wygryzając duże dziury w ich brzegach. W trakcie żerowania zawijają one odwłok pod blaszkę liścia. Okres żerowania trwa kilka tygodni. Aktywne larwy obserwuje się od końca kwietnia do września; ostatnie z nich zimują w glebie. Wyrośnięte gąsienice spadają z rośliny żywicielskiej i przepoczwarczają się w brązowopomarańczowym kokonie. W okresie letnim stadium poczwarki trwa około dwóch tygodni.

## Rozprzestrzenienie
Gatunek pierwotnie palearktyczny, ale zawleczony do nearktycznej Ameryki Północnej. W Europie podawany jest z Hiszpanii, Wielkiej Brytanii, Francji, Belgii, Holandii, Luksemburga, Niemiec, Szwajcarii, Austrii, Włoch, Norwegii, Finlandii, Estonii, Łotwy, Polski, Czech, Słowacji, Węgier, Rumunii, Bułgarii, Słowenii, Macedonii Północnej i Rosji. W Ameryce Północnej znany jest z Kolumbii Brytyjskiej, Alberty, Ontario, Quebecu i Nowej Fundlandii w Kanadzie oraz Waszyngtonu, Idaho, Montany, Utah, Kolorado, Illinois i Nowego Jorku w Stanach Zjednoczonych.

## Znaczenie dla człowieka
W ogrodnictwie jest uznawany za szkodnika. Jego żery są bardzo rozległe i wpływają na wygląd oraz żywotność rośliny.